# Geissorhiza confusa
Geissorhiza confusa är en irisväxtart som beskrevs av Peter Goldblatt. Geissorhiza confusa ingår i släktet Geissorhiza och familjen irisväxter. Inga underarter finns listade i Catalogue of Life.